# Kartalkaya, Gemerek
Kartalkaya là một xã thuộc huyện Gemerek, tỉnh Sivas, Thổ Nhĩ Kỳ. Dân số thời điểm năm 2011 là 188 người.